# Ананьина (станция метро)
«Ананьина» — конечная станция линии А римского метрополитена. Открыта в 1980 году.

## Окрестности и достопримечательности
Вблизи станции расположены:
- Виа Тусколана
- Аэропорт Рим-Чампино

## Наземный транспорт
Автобусы: 20, 500, 502, 503, 504, 505, 506, 507, 509, 515, 533, 551, 556, 559, 046, 047.